# 硫酸タリウム(I)
硫酸タリウム(I)（りゅうさんたりうむ いち、thallium(I) sulfate）は1価のタリウムの硫酸塩である。化学式はTl2SO4。水に易溶である。

## 構造
水溶液中で、タリウム(I)の陽イオンと硫酸アニオンを分離し、高度に溶媒和される。タリウム(I)硫酸塩の結晶は対称性を有している。

## 使用
18世紀から19世紀にかけて様々な医療治療に使われていたが、20世紀以降、殺鼠剤としての利用法が確立した。アメリカでは1975年に使用を禁止した。

## 毒性
可溶性で致死量は大人で平均致死量は約1グラム。500mgを超えると致命的で、タリウム(I)硫酸塩は身体に入った後、腎臓、肝臓、脳などに影響が出る。経口摂取や吸入、皮膚に触れると危険。
有毒性のために家庭用の製品にタリウム(I)の硫酸（化合物含む）の使用を禁止した。
今では、殺鼠剤、分析用試薬として利用されている。
殺鼠剤の誤飲などの事故でタリウムを摂取した場合の治療薬としてプルシアンブルー（紺青、ヘキサシアノ鉄(II)酸鉄(III)）が主成分のラディオガルダーゼ(日本メジフィジックス)が認可されている。